# Vater Wassili

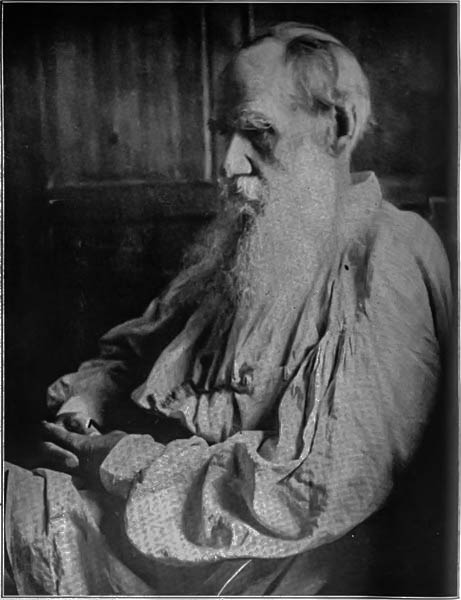
Lew Tolstoi im Jahr 1908

Vater Wassili (russisch Отец Василий, Otez Wassili) ist eine Kurzgeschichte von Lew Tolstoi aus dem Herbst des Jahres 1906, die im Bd. 3 von L. N. Tolstois Nachgelassenen Künstlerischen Werken 1911 postum in Moskau erschien. 1983 kam der Text im Bd. 14 der 22-bändigen Tolstoi-Ausgabe im Verlag für Künstlerische Literatur unter Fragmente, ebenfalls in Moskau, heraus.

## Inhalt
Eigentlich wollte der 42-jährige Wassili Dawydowitsch Moschaiski die Universität besuchen, nachdem er anno 1840 das Seminar mit den besten Noten absolviert hatte. Der Berufswunsch – Professor oder Bischof – war für den Sohn einer finanzschwachen Küsterswitwe Traum geblieben. Als eine Dorfpriesterstelle vakant wurde, musste Wassili kurzentschlossen zugreifen und war fortan Vater Wassili. Freilich war der Dienstantritt an eine Bedingung geknüpft gewesen. Wassili musste Anna Tichonowa, die resolute Tochter seines Amtsvorgängers, heiraten. Die Ehe hatte – auch nach einem Intermezzo Annas mit einem Studenten – bereits zweiundzwanzig Jahre gehalten. Die eine oder andere Querele blieb natürlich auch jetzt nicht aus. Zum Beispiel hatte der Sohn, der außerhalb das Seminar besuchte, gelegentlich schier unerfüllbare finanzielle Forderungen an die lieben Eltern.
Die noch ziemlich junge Frau des bettelarmen Bauern Mitri, Mutter dreier Kinder, liegt nach einer Totgeburt im Sterben. Mitri aus Wosdrjom holt den Priester mit seinem Leiterwagen ab. Ein Fünfzigkopekenstück, das Vater Wassili kürzlich nach der Abendmesse vom reichen Gutsbesitzer Moltschanow geschenkt bekommen hatte, klimpert in der Tasche des Geistlichen. Vater Wassili kann nach seiner Ankunft in Wosdrjom gerade noch die Gebete sprechen und der jungen Mutter das Abendmahl geben, dann stirbt sie. Die alte Bäuerin jammert.  Das älteste Kind, ein etwa zehnjähriges Mädchen, wehklagt zusammen mit den beiden Kleinen. Vater Wassili tun die Kinder leid. Beim Abschied  legt er das Fünfzigkopekenstück – verbunden mit einem bedeutsamen Wink – auf das Fensterbrett.
Daheim bekommt Vater Wassili Ärger mit Anna, die fest mit dem Geld gerechnet hat.

## Deutschsprachige Ausgaben
- Vater Wassili. Aus dem Russischen übersetzt von Hermann Asemissen. S. 360–368 in: Eberhard Dieckmann (Hrsg.): Lew Tolstoi. Hadschi Murat. Späte Erzählungen. Bd. 13 von Eberhard Dieckmann (Hrsg.), Gerhard Dudek (Hrsg.): Lew Tolstoi. Gesammelte Werke in zwanzig Bänden. Rütten und Loening, Berlin 1986 (Verwendete Ausgabe)

## Anmerkung
1. ↑  Der Geistliche, der Tolstoi 1828 getauft hat, habe Wassili Moschaiski (russ. Василий Можайский) geheißen (Marietta Boiko: Kommentar zum Text bei RVB.ru (russisch)).